# Ovambos
Pour les articles homonymes, voir Ovambo (homonymie).
Les Ovambos sont un peuple bantou d'Afrique australe établi en Namibie et en Angola. Le peuple Ovambo compte approximativement 1 000 000 d'individus.

## Ethnonymie
Selon les sources on observe plusieurs variantes : Aayamba, Ambo, Ambos, Huambo, Humba, Ouambo, Ovambos, Ovampo, Owambo, Wambo. En Oshiwambo, la langue de cette ethnie, "ov(a)" est le préfixe qui signale de personnes au pluriel et a donc la même fonction que le "s" final en français.

## Répartition ethnique

Implantation des Ovambos au sud de l'Angola en 1970 (couleur saumon)

Ils sont constitués en 8 tribus distinctes, habitant le nord de la Namibie (Ovamboland) et le sud de l'Angola. Ils sont également très présents dans la capitale de la Namibie, Windhoek.
- Ukwanyama (Cuanhama)
- Ondonga
- Ukwambi
- Ongandjera
- Ukwaluudhi
- Ombalantu
- Onkolonkadhi
- Eunda.
- Ombadja (Cuamato)

## Histoire

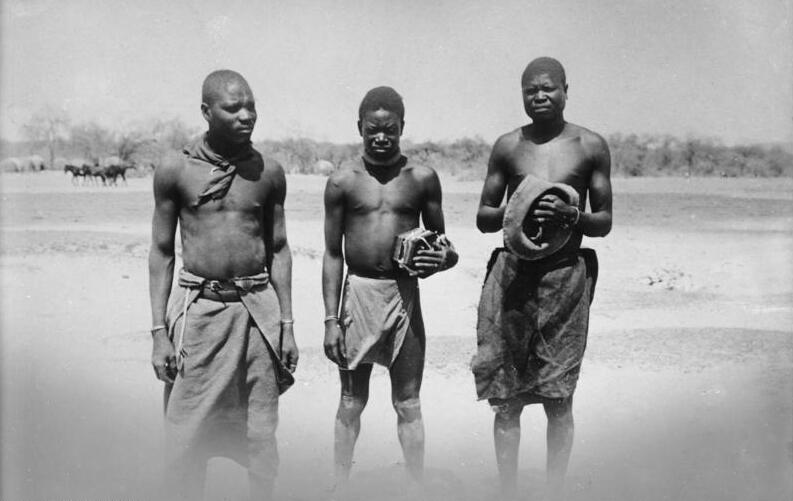
Ovambos (début du XXe siècle, Sud-Ouest africain allemand)

Originaires des régions supérieures du Zambèze, les Ovambos commencent à migrer vers leur emplacement actuel vers le 14e siècle. Ils se sont installés près de la frontière entre l’Angola et la Namibie vers 1550, avec une expansion plus au sud en Namibie au 17e siècle. Ils ont une relation culturelle, linguistique et historique étroite avec les Héréros, que l’on trouve dans les régions plus méridionales de la Namibie et les Kavangos à l’est, qui se sont installé autour de la rivière Okavango.

### Période coloniale
Lorsque l’Allemagne a établi une colonie en Namibie en 1884, elle laisse le peuple Ovambo tranquille. Les Allemands se sont concentrés sur les régions méridionales et côtières qui sont meilleures pour les ressources et le commerce. Les Ovambos, eux, sont actifs dans la chasse à l’éléphant pour leurs défenses afin de répondre à la demande d’ivoire, et ils ont presque chassé tous les éléphants de leur région jusqu’à leur quasi-extinction. Pendant la première guerre mondiale, le peuple ovambo, dirigé par Mandume ya Ndemufayo, se soulève et menace le déclin de la colonie. Avec l'aide de l'Afrique du Sud, le Portugal réprime la rébellion et tue Ndemufayo. 
Après la victoire des Alliés, le gouvernement sud-africain annexe la Namibie qui devient le Sud-Ouest africain. Cela a entraîné des changements majeurs. Les Sud-Africains ont introduit de grandes plantations, l’élevage de bétail et des opérations minières dans l’Ovamboland. L’administration coloniale portugaise en Angola, qui s’est auparavant concentrée sur ses opérations côtières, septentrionales et orientales, entre dans le sud de l’Angola pour former une frontière afin de se défendre contre l’expansion de la présence sud-africaine.
Le peuple Ovambo lance plusieurs autres rébellions armées contre la domination sud-africaine dans les années 1920 et 1930, qui ont toutes été réprimées par les forces armées sud-africaines. En 1948, avec un changement de gouvernement après la Seconde Guerre mondiale, l’Afrique du Sud a introduit le régime de l’apartheid dans l’Ovamboland.

### Indépendance de l'Ovamboland
Le gouvernement sud-africain a déclaré l’Ovamboland une province indépendante en 1973. L’Ovamboland est le théâtre d’une insurrection prolongée menée par l’Armée populaire de libération de Namibie pendant la guerre de la frontière sud-africaine. À la suite de la Conférence constitutionnelle de Turnhalle, le système des bantoustans est remplacé en 1980 par des autorités représentatives qui fonctionnent uniquement sur la base de l’appartenance ethnique et ne sont plus basées sur des zones géographiquement définies. L’Ovamboland, comme d’autres patries du Sud-Ouest africain, est aboli en mai 1989. La région est maintenant communément appelée le Nord, mais le terme Ovamboland est toujours utilisé. Plus de la moitié de la population totale vit ici sur seulement 6 % du territoire namibien. La Namibie obtient donc son indépendance en 1990.

## Langue et culture

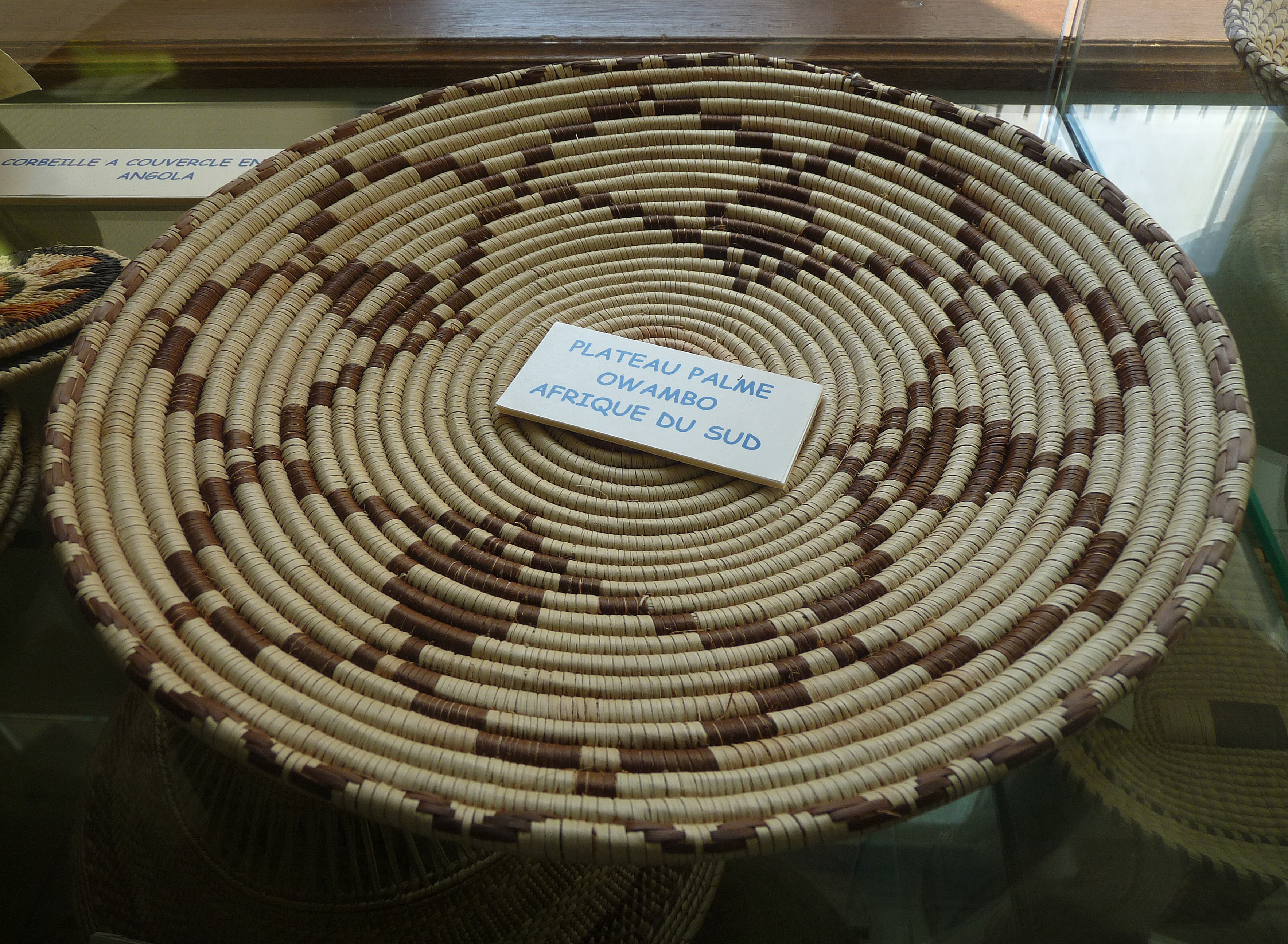
Plateau de palme Ovambo

La langue des Ovambos est l'oshiwambo incorporant des dialectes kuanyama et ndonga. 
De nos jours, les Ovambos sont dans leur immense majorité de religion chrétienne. Ce sont principalement des luthériens, convertis par les missionnaires allemands et finnois à partir des années 1870.
La majeure partie des Ovambos ont gardé des traits de leur religion ancestrale : ils croient notamment en un esprit supérieur appelé Kalunga, qui prend la forme d'un homme invisible bienveillant. Cette croyance explique pourquoi les Ovambos sont devenus très facilement une des tribus les plus christianisées d'Afrique. La référence à Kalunga pour Dieu est toujours présente dans les bibles en dialectes Ovambos[réf. nécessaire].

## Particularités politiques
Les Ovambo sont représentés principalement par le parti SWAPO qui fut accusé par le passé d'être un parti ethnique ovambo alors qu'il était censé représenter l'ensemble des habitants du Sud-Ouest africain/Namibie devant les Nations unies à l'époque où le territoire était occupé par l'Afrique du Sud.

## Organisation familiale
Chaque tribu Ovambo a un chef. 
Les membres de la famille royale de l'Ovamboland sont appelés aakwanekamba et seulement ceux-ci peuvent prétendre à devenir chef de tribu. 
La société est matriarcale, seule la mère confie à ses enfants la dignité royale. Les fils de Chefs ne peuvent y prétendre à moins que leur propre mère ne soit de lignée royale.

## Ovambos célèbres
- Sam Nujoma
- Andreas Shipanga
- Hifikepunye Pohamba
- John Muafangejo

### Filmographie
- (en) Ovambo Scenes - Angola 1937, film documentaire britannique de P. H. G. Powell-Cotton